# Canadarm3
Le Canadarm3 sera le nouveau bras robotique construit par le Canada pour la future station spatiale lunaire Lunar Orbital Platform-Gateway. Il comprendra une plus grande part d'automatisation que ses prédécesseurs.

## Spécifications techniques
Le Canadarm3 devrait atteindre 8,5 mètres de long lorsqu'il est totalement étendu et pesé entre 715 et 1076 kg. Il aura 7 articulations placées similairement à un bras humain, 3 articulations au niveau de l'épaule (l'attache), une articulation au coude et trois articulations au poignet. Chaque articulation pourra tourner d'environ 360 degrés. Il sera principalement fait en un composite de fibre de carbone et sera également équipé de quatre cameras couleur 4K.
Le bras a pour but de pouvoir fonctionner en autonomie lui permettant d'effectuer des opérations de maintenance, mais il pourra également être piloté à distance par les astronautes de la station ainsi que le centre de contrôle sur terre.